# مانوئل ماچاس
مانوئل ماچاس (انگلیسی: Bino؛ زادهٔ ۱۹ دسامبر ۱۹۷۲) بازیکن سابق فوتبال اهل پرتغال که به بینو معروف استکه در پست هافبک میانی بازی می‌کرد. او در حال حاضر مربی است.
وی همچنین در تیم ملی فوتبال پرتغال بازی کرده‌است.